# Aethria hampsoni
Aethria hampsoni là một loài bướm đêm thuộc phân họ Arctiinae, họ Erebidae.